# Ludwig Gustav (Hohenlohe-Waldenburg-Schillingsfürst)
Ludwig Gustav Graf zu Hohenlohe-Waldenburg-Schillingsfürst (* 8. Juni 1634; † 21. Februar 1697 in Frankfurt am Main) war ein regierender Reichsgraf und kaiserlicher Geheimer Rat aus dem seit der Reformation protestantischen Haus Hohenlohe, der 1667 wie sein Bruder Christian zur römisch-katholischen Kirche übergetreten war. Er wurde zum Stammvater der katholischen Linie der späteren Fürsten zu Hohenlohe-Schillingsfürst.

## Herkunft
Graf Ludwig Gustav war der jüngste Sohn von Graf Georg Friedrich II. zu Hohenlohe-Schillingsfürst (* 1595; † 1635) und dessen Ehefrau Dorothea Sophia Gräfin zu Solms-Hohensolms (* 1595; † 1660). Unter Ludwig Gustavs zahlreichen Geschwistern ragt mit ihm sein Bruder Christian zu Hohenlohe-Waldenburg-Bartenstein (* 1627; † 1675) heraus, Stammvater der Linie Hohenlohe-Bartenstein, der gemeinsam mit Ludwig Gustav regierte, eine Schwester der Frau seines Bruders heiratete und 1667 ebenfalls zum katholischen Glauben konvertierte.

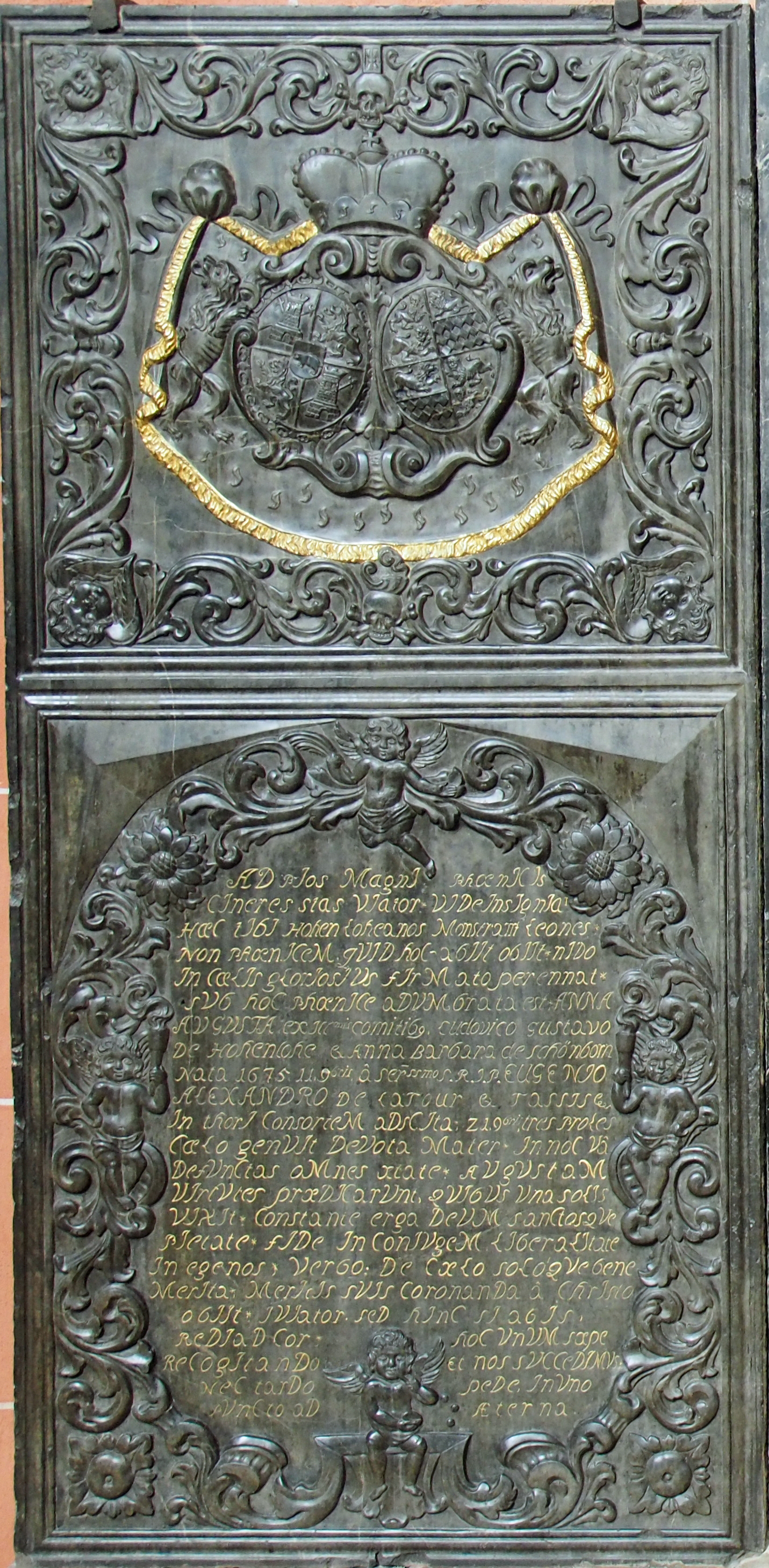
Epitaph Ludwig Gustav, Graf zu Hohenlohe-Waldenburg-Schillingsfürst im Kaiserdom St. Bartholomäus Frankfurt a. M.

## Leben
Als 1635 der Vater starb, und Graf Ludwig Gustav noch nicht einmal ein Jahr alt war, verwaltete die Mutter gemeinsam mit ihren Söhnen den familiären Besitz bis zu ihrem Tod im Jahre 1660. Auch danach teilten die Brüder das Land nicht, so dass es erst unter Graf Philipp Karl, einem Sohn seines älteren Bruders Christian, 1688 zu einer Landteilung per Losentscheid kam. Graf Ludwig Gustav erhielt Amt und Schloss Schillingsfürst.
Der von seiner Mutter im reformierten Glauben Calvins erzogene Graf Ludwig Gustav wechselte im Oktober 1667 in Regensburg zur katholischen Kirche. Nach seiner Konversion trat er in kaiserliche Dienste, wurde Geheimrat und Kammerherr des Kaisers, auch Geheimrat des Onkels seiner Ehefrau, von Johann Philipp von Schönborn, Kurfürsten von Mainz und Fürstbischofs von Würzburg. Als bevollmächtigter Gesandter im Heiligen Römischen Reich wurde er vielfach im ordentlichen und außerordentlichen Dienst eingesetzt. Seine diplomatische Karriere begann er als Gesandter des Reichs im fränkischen Reichskreis und war später häufig in Wien in der Umgebung des Kaisers anzutreffen.

## Familie
Graf Ludwig Gustav war zweimal verheiratet. Aus der am 18. Februar 1658 auf Schloss Haltenbergstetten geschlossenen Ehe zwischen ihm und der katholischen Gräfin Maria Eleonore von Gleichen und Hatzfeld (* 1632; † 13. Juni 1667), einer Tochter des jüngeren Bruders des Fürstbischofs von Würzburg, Franz von Hatzfeld, und des jüngeren Bruders und Erben des kaiserlichen Feldherrn Melchior von Hatzfeldt, des kaiserlichen Reichshofrats Hermann von Hatzfeld, Graf zu Gleichen und Hatzfeld, Herr zu Wildenburg, Crottorf, Haltenberg, Stetten, Rosenberg (* 1603; † 1673), stammten mehrere Kinder, von denen jedoch nur zwei Söhne die frühen Kindheitsjahre überlebten und nur einer die von seinem Vater begründete Linie Hohenlohe-Waldenburg-Schillingsfürst fortsetzen konnte:
- Friedrich Hermann (* 15. November 1658; † 16. Oktober 1675)
- Graf Philipp Ernst (* 29. Dezember 1663 in Schillingsfürst; † 29. November 1759), seit dem 21. Mai 1744 Fürst zu Hohenlohe-Waldenburg-Schillingsfürst. Auch er war zweimal verheiratet: ⚭ in 1. Ehe am 12. Juli 1701 in Wilhermsdorf Franziska Barbara Gräfin von Welz, Erbin von Wilhermsdorf (* 1660; † 13. April 1718 in Wilhermsdorf); ⚭ in 2. Ehe am 7. Januar 1719 in Wallerstein Gräfin Maria Anna von Öttingen-Wallerstein (* 28. August 1680; † 8. September 1749)

Die früh verstorbene erster Frau von Graf Ludwig Gustav war eine ältere Schwester von Lucia, der Frau von Graf Christian, dessen Hochzeit auch am 18. Februar 1658 stattgefunden hatte. Es waren hier also zwei Brüder am selben Tag mit zwei Schwestern verheiratet worden. Auf das Einwirken der beiden Schwestern dürfte die im Jahre 1667 erfolgte Konversion der beiden Brüder zum Katholizismus zurückzuführen sein.
Aus der am 17. Juli 1668 von Graf Ludwig Gustav in Mainz geschlossenen Ehe mit Anna Maria Freiin von Schönborn (* 18. Dezember 1648; † 6. März 1721 in Mainz), eine Tochter von Philipp Erwein von Schönborn sowie Nichte des Kurfürsten Johann Philipp von Schönborn bzw. Schwester des späteren Kurfürsten Lothar Franz von Schönborn, gingen folgende weitere Kinder hervor, die das Erwachsenenalter erreichten:
- Johann Philipp (* 1669 in Schillingsfürst; ⚔ 1693 in Heilbronn)
- Anna Luise (* 1671; † 1719) ⚭ 1687 Jorge Furtado de Castro do Rio de Mendosa, portugiesischer Graf von Barbazena († 1708)
- Sophia Maria Anna (* 16. Februar 1673 in Waldenburg; † 17. August 1695 in Bartenstein) ⚭ 17. Mai 1693 in Höchst Graf Philipp Karl zu Hohenlohe-Bartenstein († 15. Januar 1729)
- Maria Anna Theresa (* 1674; † 1721) ⚭ Francisco Antonio Ponte, portugiesischer Graf von Lima
- Anna Auguste (* 11. November 1675 in Schillingsfürst; † 21. September 1711 in Frankfurt) ⚭ 21. November 1703 in Frankfurt Fürst Eugen Alexander von Thurn und Taxis (* 11. Januar 1652; † 21. Februar 1714)
- Maria Anna Josepha (* 18. Mai 1678 in Frankfurt; † 30. September 1739 in Wiesbaden) ⚭ 22. Mai 1698 Fürst Wilhelm Hyazinth von Nassau-Siegen (* 7. April 1666; † 18. Februar 1743)
- Eleonore Maria Anna Karolina (* 1687; † 1755 in Thorn), Nonne und Stiftsdame in Thorn und Münsterbilsen